# Hoya rumphii
Hoya rumphii är en oleanderväxtart som beskrevs av Carl Ludwig von Blume. Hoya rumphii ingår i släktet Hoya och familjen oleanderväxter. Inga underarter finns listade i Catalogue of Life.